# Эялет Силистра
Силистра (тур. Silistre Eyaleti) — провинция (эялет) Османской империи, также иногда называемый Провинцией Ози. Располагался вдоль побережья Чёрного моря и южной части реки Дунай (недалеко от её впадения в Чёрное море).
Созданный в начале XVI века санджак Румелии, Силистра включал в себя территории бывшего болгарского княжества Добруджа. В 1599 году Силистрия была поднята до уровня вилайета (провинции), что, вероятнее всего, было выгодно бейлербею Крыма. Провинция включала район Добруджи, Буджак и Едисана. В её состав входили такие города, как Варна, Констанца, Аккерман (Белгород-Днестровский), и Хаджибей (ныне — Одесса). Столицами провинции были город Силистра (Болгария) и Ози (Очаков).
В XVII веке вилайет был расширен и включил в свой состав города Адрианополь, Пловдив и Видин. Ряд русско-турецких войн конца XVII — начала XVIII века значительно сократили площадь вилайета. В 1812 году к России отошли Едисан и Буджак полностью.
Во время административных реформ 1864 года вилайет Силистрия был преобразован в Дунайский вилайет.
В конце XIX — начале XX века территория вилайета была разделена между Болгарией, Россией, Румынией.
В настоящее время бывший вилайет находится на территории Болгарии.